# Lipová-lázně
Lipová-lázně település Csehországban, a Jeseníki járásban. Lipová-lázně Skorošice, Bělá pod Pradědem, Vápenná, Česká Ves, Ostružná és Jeseník településekkel határos. Lakosainak száma 2085 fő (2024. január 1.).

## Népesség
A település lakosságának változását az alábbi diagram mutatja:
| Lakosok száma | 3594 | 4131 | 4203 | 2569 | 2408 | 2542 | 2219 | 2173 | 2067 | 2085 |
|               | 1869 | 1890 | 1921 | 1950 | 1980 | 2001 | 2017 | 2019 | 2022 | 2024 |